# Ніч ополудні
«Ніч ополудні» (англ. Darkness at Noon) — роман англійського письменника угорсько-єврейського походження Артура Кестлера. Книга присвячена опису епохи «Великого терору» в Радянському Союзі, про те, як жорна революції перемелюють і знищують своїх творців, на думку Партії, тих, котрі мали сумнів щодо правильності обраного шляху розвитку держави й руху. У романі держава, де відбуваються події, прямо не називається, а згадується, як країна, де перемогла Революція.

## Персонажі

### Основний персонаж
Рубашов Микола Залманович — Старий Більшовик, колишній Народний Комісар, бригадний командир під час громадянської війни. Можливо, його образ був створений на основі осіб, засуджених на показових процесах (Каменєва, Зінов'єва або Бухаріна).

### Інші персонажі
- слідчий Іванов;
- слідчий Глеткін;
- 402-ий — сусід Рубашова і в'язень зі стажем, можливо, колишній поручик царської армії.

### Епізодичні персонажі
- Заяча губа, син професора Кіфера;
- Михайло Богров — «матрос першого революційного броненосця, перший кавалер ордена революції, командувач східно-океанським флотом», особистий друг Рубашова, що зустрівся йому в ув'язненні;
- «Ріп ван Вінкль», 406-ий;
- Селянин (товариш по прогулянці);
- Двірник Василь;
- Віра Василівна, дочка двірника.

### Персонажі зі спогадів Рубашова
- Арлова — колишній секретар і коханка Рубашова, заарештована і розстріляна раніше;
- Ріхард;
- «Малютка» Леві;
- Професор Кіфер;
- Барон З.

### Персонажі партії
- Старий з «татарською усмішкою» — уособлює Леніна;
- Перший, великий вождь — Диктатор «країни, де перемогла Революція», «вусань з глумливо цинічними очима», теперішній об'єкт культу особи, що втілює Сталіна;
- Бородаті філософи — групове фото Старих Більшовиків, раніше висіло на всіх стінах, а тепер зняте і заборонене.

### Інші політики
- «Вусань зі скляним поглядом» — Гітлер.

## Сюжет
Головний герой книги — Микола Залманович Рубашов, колишній Народний Комісар, чоловік, старше п'ятдесяти років, заарештований за підозрою в ухилянні від лінії Партії і поміщений у в'язницю, де чекає рішення власної долі. Його образ оснований на низці людей, які стали жертвами московських показних судових процесів і які були особисто відомі автору. Рубашов — це уособлення групи старих більшовиків. Кестлер використовує його образ для дослідження дій старих більшовиків на московських показових процесах 1938 року. Перебуваючи у в'язниці, Рубашов згадує й наново оцінює свою роль у Партії та в боротьбі за досягнення її цілей. Він приходить до висновку, що не вчинив жодних контрреволюційних дій, однак, незважаючи на це, він погоджується, не пручаючись, з тим неминучим кінцем, який на його очікує. Він не сперечається, розуміючи, що до власного арешту він сам точно так само, в руслі встановленої Партією лінії, розправлявся з тими побратимами, які «ухилились». Більше того, незважаючи на неминучість розстрілу, на останньому допиті він погоджується визнати звинувачення в ході відкритого процесу, публічно засудивши себе і будь-яких інших побратимів, які «ухилились», тим самим зігравши останню жертовну роль в інтересах Партії.

## Передумови до написання
У 1932 році Кестлер відвідав Радянський Союз. Бувши, як і багато письменників його часу, прихильником ідей марксизму, Кестлер з натхненням береться за підготовку написання книги про досягнення радянського уряду в післяреволюційні роки. Але, побачивши на власні очі радянську дійсність, він з розчаруванням залишає країну. Через кілька років Кестлер дізнається про процес щодо Каменєва і Зінов'єва. У цей час він перебуває в Іспанії, де бере участь в антифранкістських виступах, внаслідок чого буде арештований. Опинившись на свободі у 1938 році, письменник дізнається, що в Москві зникли відомі німецькі антифашисти, в тому числі брат його дружини. Остаточно зневірившись у сталінському режимі, Кестлер приймає рішення про вихід з Компартії.

## Робота над романом і публікація
Артур Кестлер почав писати роман у 1938 році в Німеччині, а закінчив у Франції 1940 року за місяць до вторгнення німців. 21 вересня 1939 року письменник був заарештований французькою поліцією і направлений у табір для інтернованих осіб у Піренеях. У січні 1940 року Кестлер був звільнений і отримав можливість закінчити роботу над романом. Під час подальших неодноразових обшуків поліції німецький варіант книги був вилучений. Однак зберігся англійський переклад, який був переправлений до Лондону.
Згодом і сам автор перебрався до Великої Британії. Тут Кестлер також на деякий час опинився під арештом як підозрілий іммігрант. Перебуваючи у в'язниці, письменник закінчує роботу над книгою. Роман вийшов ще до звільнення Кестлера.

## Оцінки та аналіз
Роман вийшов у Великій Британії 1941 року і став літературною подією. Джордж Орвелл у критичному нарисі про творчість Артура Кестлера говорить про те, що практично всі роботи письменника зосереджені на московських процесах 30-х років. При цьому автор, очевидно розчарований у постреволюційній Росії, приходить до невтішних висновків про неминуче «моральне падіння» суспільства після революції. Орвелл бачить прототипами головного героя Троцького, Бухаріна і Раковського, або когось із інших представників старих більшовиків, які не підтримують сталінського шляху розвитку. Орвелл високо оцінює значення роману, констатуючи, що в 30-40 роки в середовищі британських письменників не знайшлося нікого, хто міг би створити схожу книгу, що виражає розчарування в Радянському Союзі.

## Видання українською мовою
- Джордж Орвелл, А. Кестлер. Ніч ополудні. Скотоферма / Переклад О. Дроздовського та В. Бендера. — Київ: РВО «Заповіт» МГП «Інформ ОТ сервіс», 1991. — 272 с. ISBN 5-7707-1046-2 (e-book версія з сайту Chtyvo.org.ua) (Перевірено 30 квітня 2014)

## Визнання
Роман увійшов до списку 100 найкращих романів XX століття англійською мовою за версією видавництва Modern Library.